# Harold Fitzpatrick
Harold Fitzpatrick (sinh tháng 2 năm 1880) là một cầu thủ bóng đá người Anh thi đấu ở vị trí tiền đạo.